# Tulcea
Tulcea (bulgarsk, russisk og ukrainsk: Тулча, tr. Toulcha; tyrkisk: Hora-Tepé eller Tolçu) er en by i Tulcea distrikt, Rumænien. Tulcea er administrativt center i distriktet og har 65.624(2021) indbyggere.
Byen blev grundlagt i det 7. århundrede f.v.t. under navnet Aegyssos. Den er omtalt af Diodor samt af Publius Ovidius Naso i hans “Epistulae ex Ponto”.
I år 12-15 erobredes Aegyssos af Romerriget, og byen blev ombygget og befæstet.
Fra Tulcea er der færgeforbindelse til Sulina ved Sortehavet.

## Venskabsby
- Aalborg, Danmark